# Moshe Zeev Feldman
Moshe Zeev Feldman (en hebreo: noviembre de 1930 - 9 de febrero de 1997) fue un rabino y un político israelí que se desempeñó como miembro de la Knéset para Agudat Israel entre 1988 y 1992. También se desempeñó como Viceministro de Trabajo, Asuntos Sociales y Bienestar, desde 1988 hasta 1989.

## Biografía
Nacido en Eisenstadt, Austria, en 1930, la familia de Feldman se mudó a Inglaterra en 1936. Fue educado en una escuela secundaria para niños superdotados, antes de asistir a la yeshivá HaRav Weingorten en Staines y a la yeshivá Shfat Emet. Emigró a Eretz Israel en 1949 y obtuvo el título de rabino. Se convirtió en director de la yeshivá Omar Emet en Bnei Brak, y también dirigió la yeshivá Beit Yisrael en Asdod, la yeshivá Aguda en Kfar Saba y la yeshivá Karlin en Bnei Brak. Se unió al movimiento Agudat Israel, convirtiéndose en miembro de su comité central, del Comité Ejecutivo Mundial y, finalmente, en presidente del partido en Israel. Fue elegido miembro de la Knéset en su lista en 1988 y fue nombrado viceministro de Trabajo y Bienestar Social en el gobierno del judío Isaac Shamir, aunque dimitió el 31 de octubre de 1989. Perdió su escaño en las elecciones de 1992. Murió en 1997 a la edad de 66 años.